# Mila Vešović
Mila Vešović (Ivangrad, 23 marzo 1963) è una scrittrice e pittrice serba.

## Biografia

### Istruzione e carriera
Mila Vešović è nata a Ivangrad, nell'attuale Berane. Dopo la scuola elementare in quella città, si è diplomata alla scuola superiore Panto Mališić e ha proseguito gli studi a Sarajevo. Si è laureata presso il Dipartimento di Filosofia e Sociologia della Facoltà di Filosofia nel 1989. Ha conseguito un master in Mediazione Culturale presso il Dipartimento di Scienze Sociali dell'Università degli Studi di Verona nel 2004.
Subito dopo la laurea, ha iniziato a insegnare filosofia, sociologia, psicologia e logica presso il suo Gymnasium nativo di Berane "Panto Mališić". Non ha trascurato il suo lavoro di insegnante nemmeno dopo essersi trasferita in Italia, coltivando la sua vocazione con l'arte e le lezioni di linguistica.
Per quasi due decenni, ha lavorato come traduttrice presso il Tribunale di Verona, e per meno di un decennio come mediatrice negli ospedali. Come collaboratrice esperta, ha partecipato a numerosi corsi sul tema della mediazione e dell'immigrazione nelle scuole e in altre istituzioni. È stata anche corrispondente veronese per il quotidiano montenegrino "Pobjeda" e collaboratrice della rivista italiana "AZ Marmi".
Mila Vešović ha ottenuto successi anche nella letteratura. Ha pubblicato due romanzi: "Dopo tre marzos" nel 1996 e "Le origini dei nomi" nel 2001. La pittura l'ha attratta fin dai suoi primi giorni. Ha esposto per la prima volta le sue opere in gruppo negli anni '90, e dopo il 2000 ha iniziato a presentarsi come artista in mostre in Italia. La sua direzione è figurativa, ma anche arte applicata. Quest'ultima si riflette nella creazione di mosaici spaziali e nell'arredamento di oggetti.
È in possesso del certificato nazionale "Mediazione Transculturale", che le è stato conferito a Roma dal Ministero del lavoro, della salute e delle politiche sociali italiano nel 2009.
È inclusa nell'"Enciclopedia della diaspora nazionale", a cura di Ivan Kalauzović Ivanus.
Vive e lavora tra l'Italia e il Montenegro.

## Opere letterarie

### Romanzi
- Dopo tre marzos – in serbo (Stupovi, Andrijevica, Montenegro, 1996)
- Le origini dei nomi– in serbo (Oktoih, Podgorica, Montenegro, 2001)

### Articolo professionale
- "Un rifugio per il pensiero perduto" Nella rivista di arte, cultura, scienza e questioni sociali Qui (Centro culturale della Repubblica, Podgorica, Montenegro, 1997)

## Mostre (selezione)
- Mostre personali presso fiere internazionali (Napoli, Italia, 2002–2004)
- Mostra personale di acrilici "L'origine del nome" in Via Stella (Verona, Italia, 2014)
- Mostra personale di acrilici "Adesso" nel Palazzo Pincini Carlotti (Garda, Italia, 2018)
- Mostra collettiva (San Giorgio, Italia, 2019)
- Mostra collettiva di due autori "Insieme" (Berane, Montenegro, 2024)